# Nedoceratops
Nedoceratops — суперечливий рід цератопсидних динозаврів з пізньокрейдового періоду формації Lance з Північної Америки. Відомий лише за одним черепом, знайденим у Вайомінгу. Його статус є предметом постійних дискусій серед палеонтологів: одні автори вважають недоцератопса повноцінним, окремим таксоном, інші — незвичайним екземпляром трицератопса.

## Назва
Назва роду Nedoceratops означає «недостатній цератопс». Походить від російської приставки «недо-», що означає неповний. Названий так тому, що у цього цератопса відсутній ріг на морді.

## Опис
Вид відомий лише по одному черепу, що знайдений у відкладеннях формування Ленс у штаті Вайомінг, США. Деякі палеонтологи сумніваються у самостійності виду, вважають його однією зі стадій розвитку трицератопса. Зовні вид нагадує трицератопса, але при ближчому розгляді є певні відмінності: є тільки округлий пень на місці де повинен бути носовий ріг і надбрівні роги стоять майже вертикально. У порівнянні з черепами трицератопсів, цей трохи більший, 1,8 м завдовжки. У нього також великі отвори в жабо, на відміну від інших відомих черепів трицератопса.